# Медведенко Олена Віталіївна
Медведенко Олена Віталіївна (нар. 14 березня 1994, Випасне (село)) — Українська чемпіонка Європи з професійного боксу за версією European Boxing Union (EBU) 2021 у суперлегкій вазі 63,5, чемпіонка україни 2020 з Чемпіонату України з кікбоксингу ВТКА, володарка кубку україни з кікбоксингу 2021, член національної олімпійської жіночої збірної з боксу, призер кубків україни та чемпіонатів україни з боксу.

## Біографія
Олена Медведенко з дитинства займалася спортом. Вчилась у Одеському національному університеті імені І. І. Мечникова з 2011 по 2015. Має 2 вищі освіти (за першою викладач англійської мови та літератури, а за другою викладач фізичного виховання), закінчила у 2018 році Південноукраїнський національний педагогічний університет імені К. Д. Ушинського та у 2021 році вступила до аспірантури.
Олена здобула такі кваліфікації:
- Ступінь вищої освіти магістр
- Спеціальність середня освіта
- Спеціалізація фізична культура
- Професійна кваліфікація викладач фізичного виховання. Вчитель фізичної кульури.
- Освітня програма середня освіта (Фізична культура)

Її професійний дебют припав на період, коли Конгресом AIBA боксерам-професіоналам було дозволено брати участь у любительських змаганнях. Тому питання вибору між любителями та професіоналами не стояло. Олена була першою в збірній, хто зумів поєднати дві кар'єри.

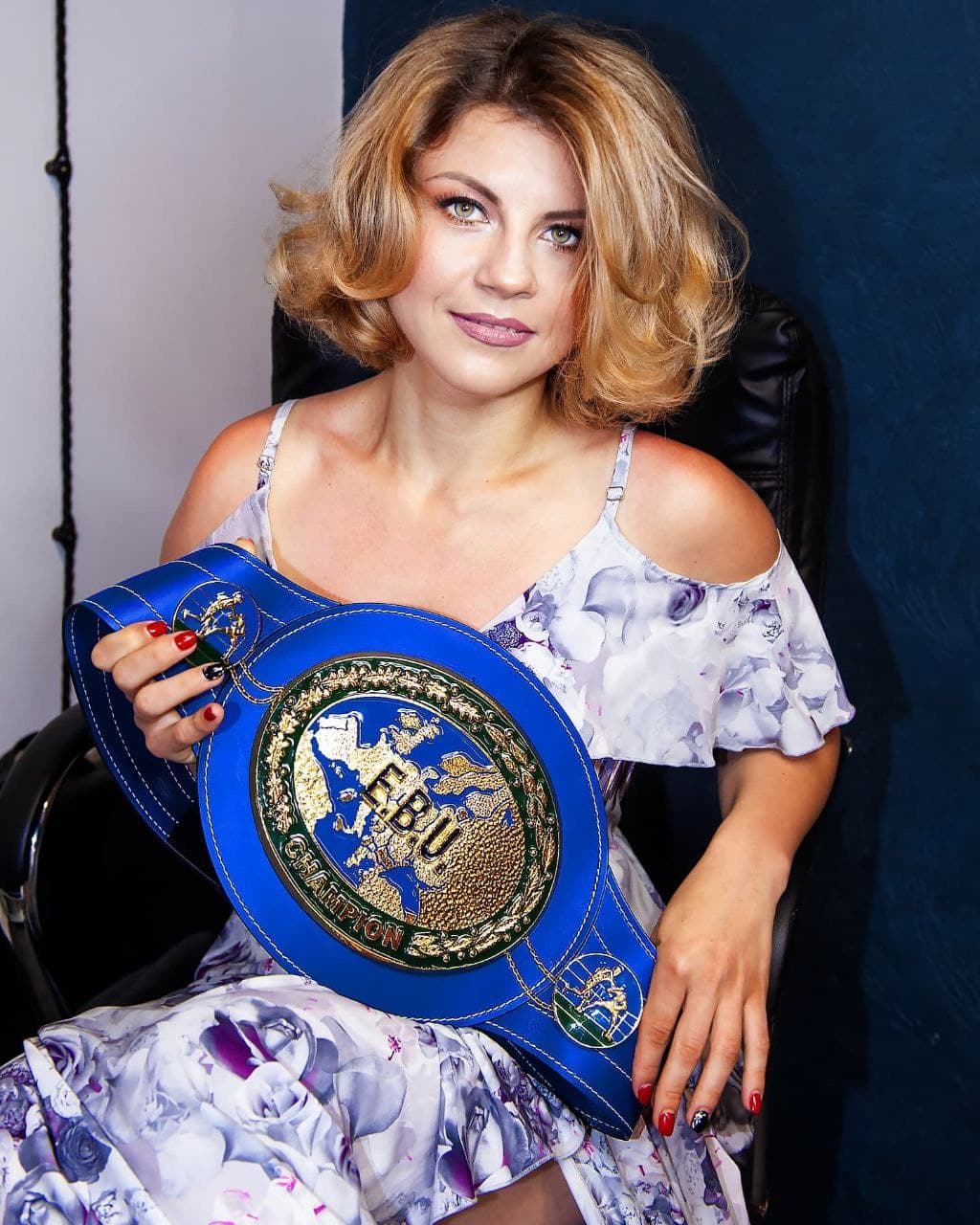
Олена з поясом E.B.U.

 Олена Медведенко  у соцмережі «Instagram» 

## Аматорська кар'єра
- 21.05.2013 Чемпіонат Одеської області серед університетів (срібло)
- 25.07.2013 XVII Міжнародний турнір з боксу пам’яті Семена Трістіна (срібло)
- 02.02.2014 Чемпіонат Одеської області - серед жінок з боксу (золото)
- 20.08.2014 Міжнародний турнір з боксу Олександра Суворова в Ізмаїлі 2014 (золото)
- 15.09.2016 Чемпіонат України - серед жінок -боксерів у місті Ковель (бронза)
- Приєдналася до національної олімпійської збірної з боксу 07.12.2016 Представляла Україну на турнірі Україна-Італія в Івано-Франківську у поєдинку проти Імми Тести - срібної призерки Олімпійських ігор молоді
- 05.05.2017 Міжнародний турнір у Гомелі на честь Дня Перемоги (срібло)
- Представляла збірну України на турнірах у Білорусі, Болгарії, Словаччині
- Представляла Україну на міжнародних турнірах у Словаччині (Клін) та Болгарії (Софія)
- З 19.02.2019 бере участь у зборах національної збірної перед міжнародним турніром у Ризі
- Професійний дебют В Москві 5 серпня 2016 року проти Софії Очигави
- Поєдинок 6 липня 2021 у Відні проти Пріски Вікот
- Півфінальний поєдинок з Професійного боксу версії IBF в рамках турніру "SILK ROAD 2018" у Макао.

## Чемпіонка Європи за версією EBU у суперлегкій вазі
Олена Медведенко стала чемпіонкою Європи за версією EBU у суперлегкій вазі (до 63,5 кг).
У Бельгії одеситка перемогла  Джеміллу Гонтарук одноголосним рішенням суддів — 97:93, 96:94, 98:92.
Медведенко стала другою чемпіонкою Європи серед професіоналів в історії України. Першою була Аліна Шатернікова у  1999 році.